# Prime de fonctions et de résultats
Pour les articles homonymes, voir PFR.
Le décret n°2008-1533 du 22 décembre 2008 a créé la Prime de fonctions et de résultats (PFR).
Cette prime a vocation à se substituer à un très grand nombre de primes existantes au sein de la fonction publique française.
Cette prime a été remplacée par le régime indemnitaire tenant compte des fonctions, des sujétions, de l'expertise et de l'engagement professionnel dans la fonction publique de l’État (RIFSEEP), créé par le décret n°2014-513 du 20 mai 2014.

## Le dispositif réglementaire
La prime de fonctions et de résultats, peut être attribuée à un fonctionnaire.
Elle comprend deux parts tenant compte:
- des responsabilités, du niveau d'expertise et des sujétions spéciales liées aux fonctions exercées ;
- des résultats de la procédure d'évaluation individuelle prévue par la réglementation en vigueur et de la manière de servir.

Les montants de référence de la PFR sont fixés par l'arrêté du 22 décembre 2008.
Il appartient à chaque ministère de décliner par arrêté les règles applicables à son département.

## Les réticences des organisations syndicales sur le dispositif
La position de l'UNSA du Ministère de l'Écologie